# Vrbovo (Ilirska Bistrica, Slovenija)
Vrbovo je naselje u slovenskoj Općini Ilirskoj Bistrici. Vrbovo se nalazi u pokrajini Notranjskoj i statističkoj regiji Notranjsko-kraškoj. 

## Stanovništvo
Prema popisu stanovništva iz 2002. godine naselje je imalo 315 stanovnika.